# Calathea killipii
Calathea killipii är en strimbladsväxtart som beskrevs av Lyman Bradford Smith och Idrobo. Calathea killipii ingår i släktet Calathea och familjen strimbladsväxter. Inga underarter finns listade.